# Jean de Dieu
Cet article possède un paronyme, voir João de Deus.
Pour les articles homonymes, voir Saint Jean.
Jean de Dieu, né João Cidade le 8 mars 1495 à Montemor-o-Novo au Portugal et mort le 8 mars 1550 à Grenade, est un religieux portugais qui se consacra aux indigents et donna naissance après sa mort à l'Ordre hospitalier de Saint Jean de Dieu. Il est vénéré comme saint par l'Église catholique, et donné pour patron des malades (avec Camille de Lellis) et des professionnels du soin. Il est fêté le 8 mars.

## Biographie

### Jeunesse et vie aventureuse

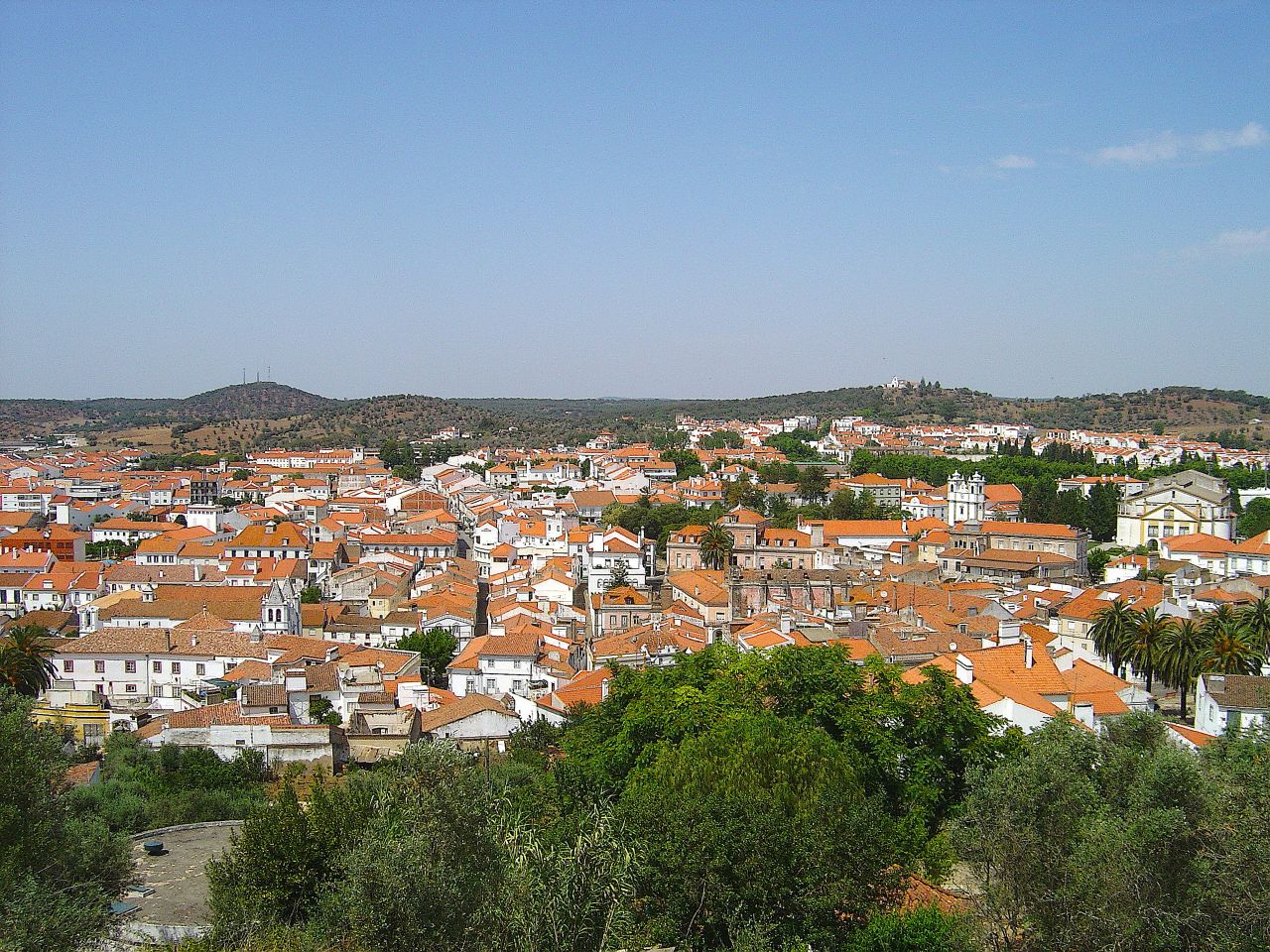
Montemor-o-Novo, ville natale de Jean de Dieu.

Jean naît en 1495 à Montemor-o-Novo près d'Évora dans l'Alentejo au Portugal d'André Cidade et de Teresa Duarteau, famille anciennement importante, religieuse, mais appauvrie. À l'âge de 8 ans, il suit à l'insu de ses parents, un voyageur qui a pour but de se rendre à Madrid. Ayant perdu l'inconnu qu'il suivait, il trouve refuge chez l’intendant des troupeaux du comte d’Oropesa (province de Tolède) qui l'accueille dans sa famille et l'installe comme berger. Il y passe le reste de son enfance et son adolescence. En 1522, devenu jeune homme, désireux de vivre une vie plus palpitante, il décide de s'engager dans l'armée Espagnole comme militaire. 
Avec l’armée espagnole de Charles Quint, il combat dans le nord de l'Espagne et participe à la reprise de Fontarrabie alors occupée par les troupes de l'armée franco-navarraise de François Ier et d'Henri II de Navarre. Après avoir frôlé deux fois la mort, il fait une mauvaise chute de cheval puis est condamné pour n'avoir pas soi-disant gardé correctement le butin de guerre ; Cette expérience le laisse perplexe et troublé, entre recherche de gloire et faveurs militaires, insuccès et découverte de la souffrance humaine.
Il redevient alors berger pendant plus de dix ans. Avec le temps, il s'enrôle une seconde fois à 37 ans en 1532 pour lutter contre les Turcs de Soliman le Magnifique qui tentent d'assiéger Vienne puis participe à une autre opération militaire aux Pays-Bas. Il ne démérite pas et connait la joie de faire parte des vainqueurs. A son retour, il décide de retrouver ses parents au Portugal.
Il découvre alors par un oncle que ses parents ne sont plus : sa mère est morte peu après son départ et son père, après avoir décidé de devenir franciscain, s'est éteint lui aussi. À nouveau déstabilisé entre passé révolu, sentiment de culpabilité et ambition personnelle, il rejoint le sud de l'Espagne et reprend un travail chez un éleveur de moutons près de Séville. Continuant de méditer sur sa vie, il commence à se rendre compte que cette occupation ne le satisfait plus et il ressent le désir d'aller découvrir l'Afrique du Nord, en allant, pourquoi pas, donner sa vie en martyr pour libérer les chrétiens qui y sont asservis. Ainsi, il franchit le détroit de Gibraltar tout en abordant une nouvelle étape de sa vie.
À 40 ans, en 1535, il se met à travailler comme tailleur de pierre pour la fortification de la ville de Ceuta au Maroc portugais. Malgré ses maigres revenus, il aide avec tact une famille noble portugaise qui vivait ruinée. Plus tard, il repart pour Gibraltar où il se fait vendeur ambulant de livres et de timbres. Puis il déménage définitivement à Grenade en 1538 et ouvre une petite librairie. C’est là qu’en relisant des livres religieux, il reçoit ses premières révélations.

### Conversion et asile

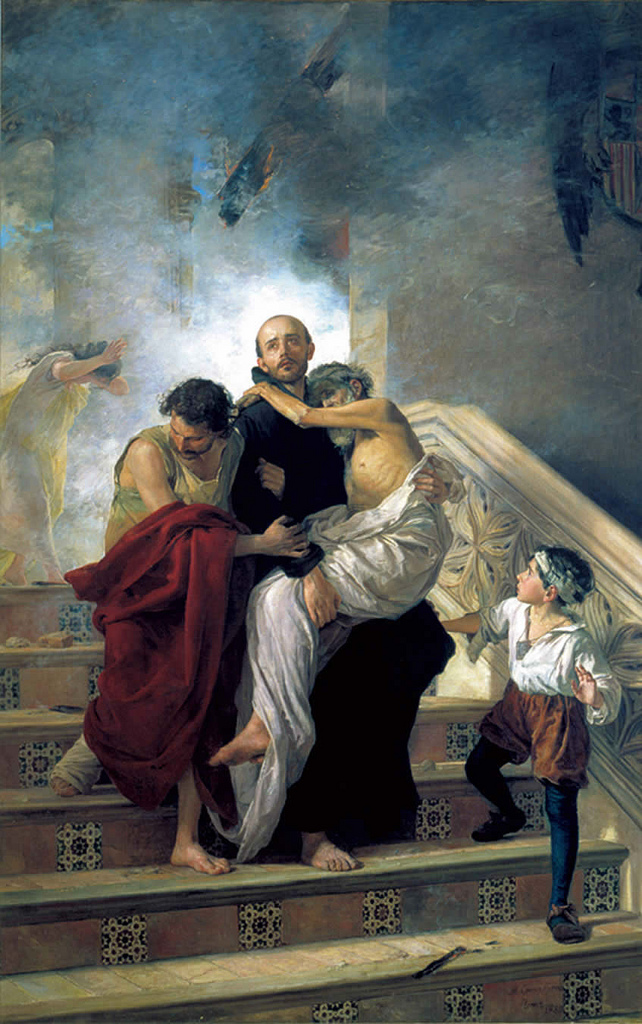
Saint Jean de Dieu sauvant les malades de l'incendie de l'hôpital royal (1880), Manuel Gómez-Moreno González, Musée des Beaux-Arts de Grenade

Le 20 janvier 1537, à l’âge de 42 ans, il se rend à un sermon de Jean d'Avila, par curiosité. Il est bouleversé. Il brûle tous ses livres, se détache de tous ses biens, s'habille comme un misérable et passe ses journées dans la prière et la mortification. Une partie de la population le prend même pour un fou.
Jean dépense tout son argent pour l'agrandissement de l'asile où il a décidé de vivre parmi les déséquilibrés et les indigents. Encouragé par Jean d'Avila, il décide de consacrer sa vie à les servir.

### Fondation
Pour nourrir les pauvres de l'asile, il parcourt la ville pour mendier des aliments, en criant : « Mes frères, pour l'amour de Dieu, faites-vous du bien à vous-mêmes ». S'il croise des mendiants sur son passage, il se dépouille de ses vêtements pour les couvrir. Son amour envers les déshérités le pousse à fonder son propre asile, en 1537, selon des conceptions très hardies pour son temps. Il est à juste titre considéré comme le précurseur de l'hôpital moderne. Il n'est alors plus considéré comme un fou mais respecté par la population et les autorités ecclésiastiques, au point qu'on le surnomme Jean de Dieu. Des disciples affluent, et se crée alors une communauté autour de lui, qui deviendra l'Ordre des Hospitaliers.
Malgré le succès de son œuvre, Jean de Dieu accentue sa vie de pauvreté et de mortification. On lui prête des expériences mystiques, comme la couronne d'épines qu'il aurait reçu de la Vierge Marie au cours d'une vision et dont il aurait gardé jusqu'à sa mort les stigmates. De même, averti par un ange, il serait allé détacher un homme qui s'était pendu, alors qu'il agonisait.
A la fin de l’hiver 1550, tandis que le fleuve Genil inonde Grenade à la suite de la fonte des neiges de la Sierra-Nevada, Jean entre dans l’eau pour essayer de récupérer des troncs de bois transportés par le fleuve. Un serviteur de l’hôpital est alors emporté par les flots et Jean tente en vain de le secourir. Il sort du fleuve transi de froid, tombe gravement malade et meurt le samedi 8 mars, à l'âge de 55 ans.

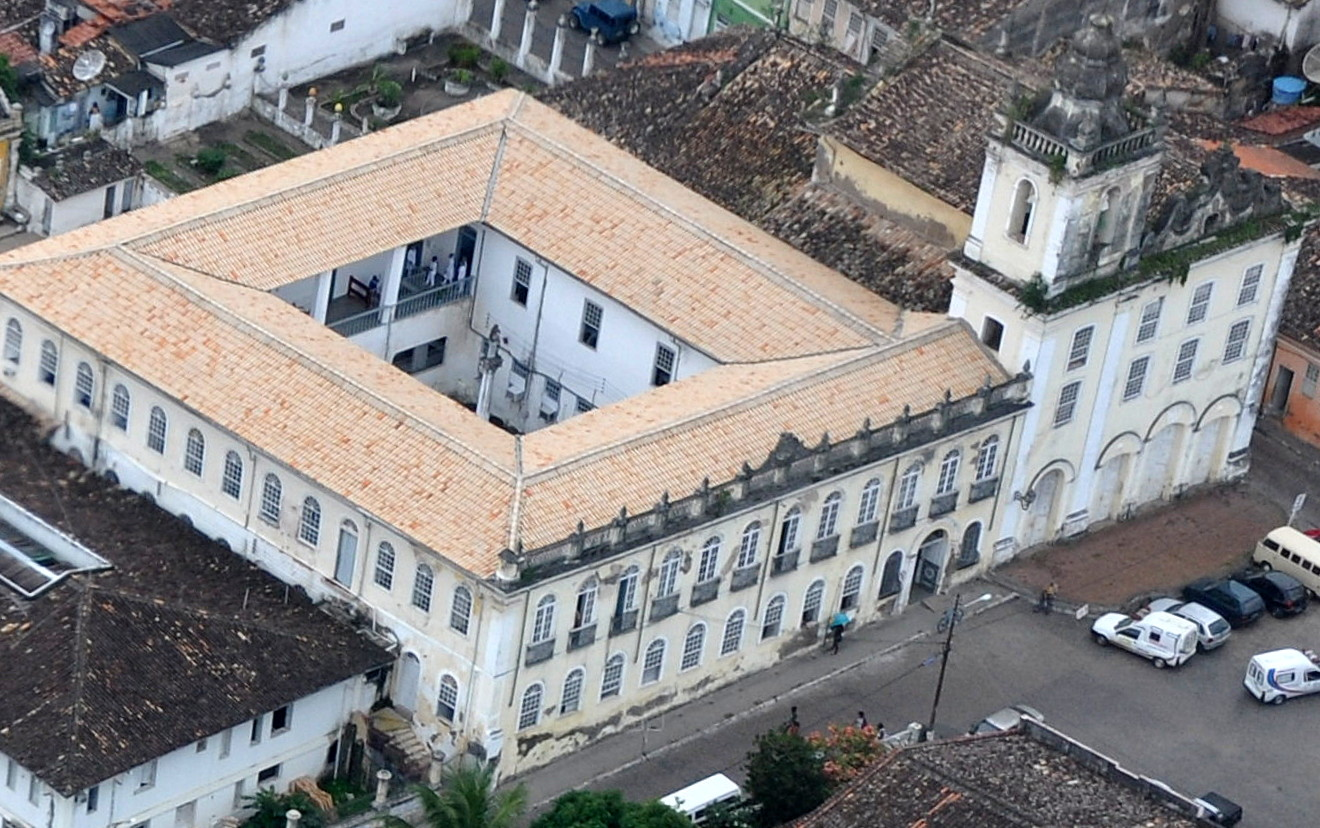
L'hôpital Saint Jean de Dieu à Cachoeira au Brésil.
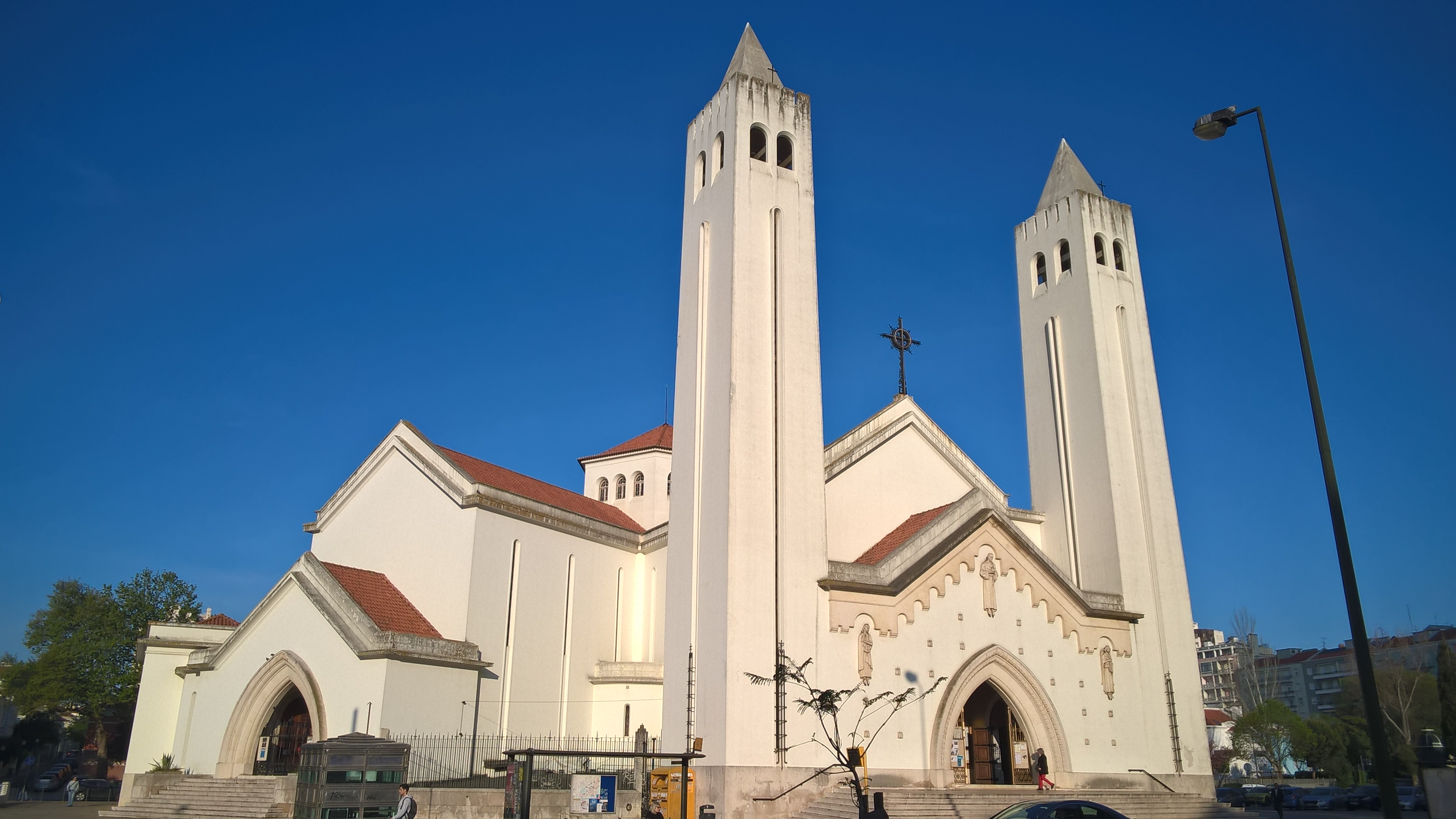
L'église Saint-Jean-de Dieu à Lisbonne, freguesia d'Areeiro.
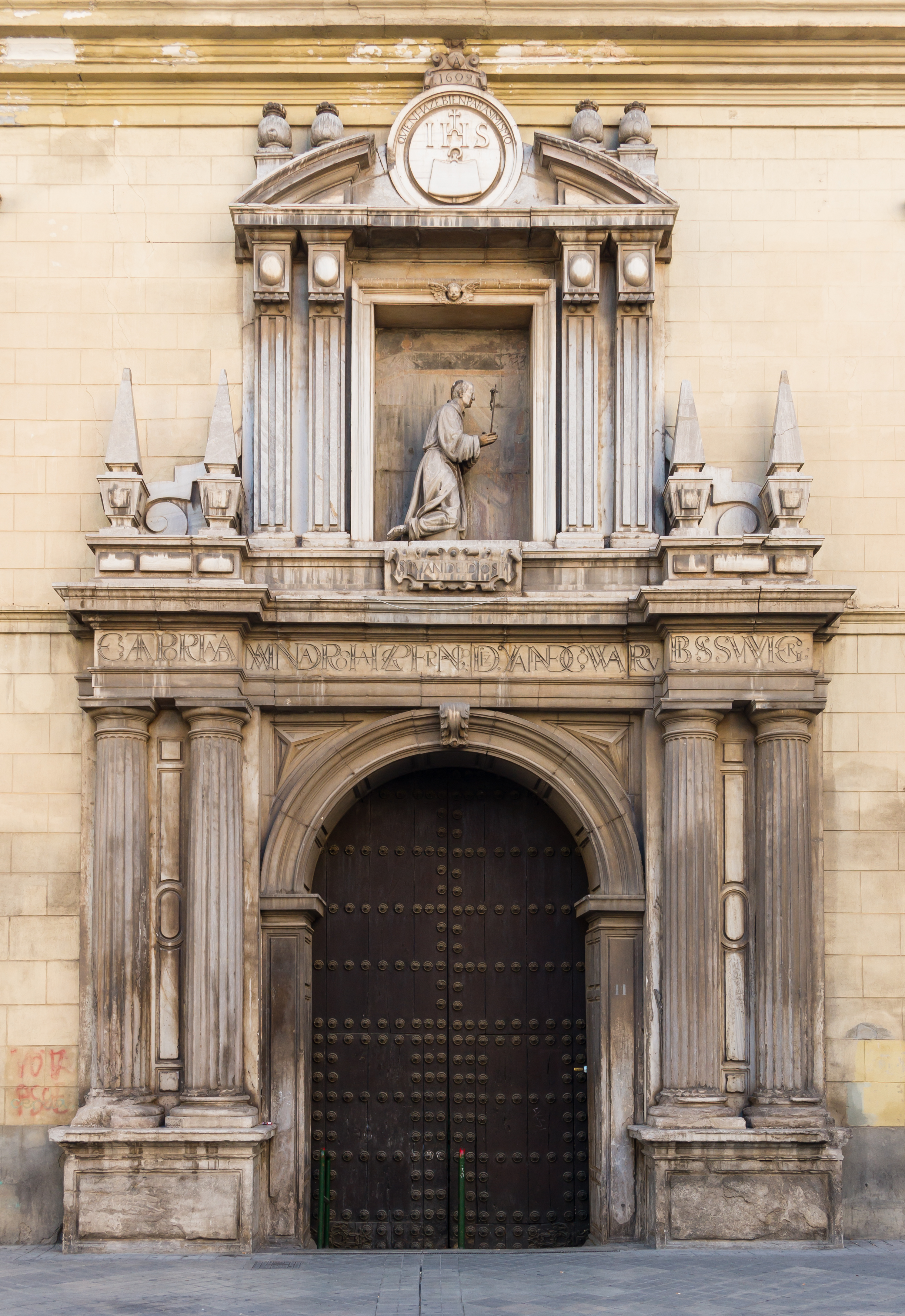
L'entrée de l'hôpital Saint Jean de Dieu à Grenade.
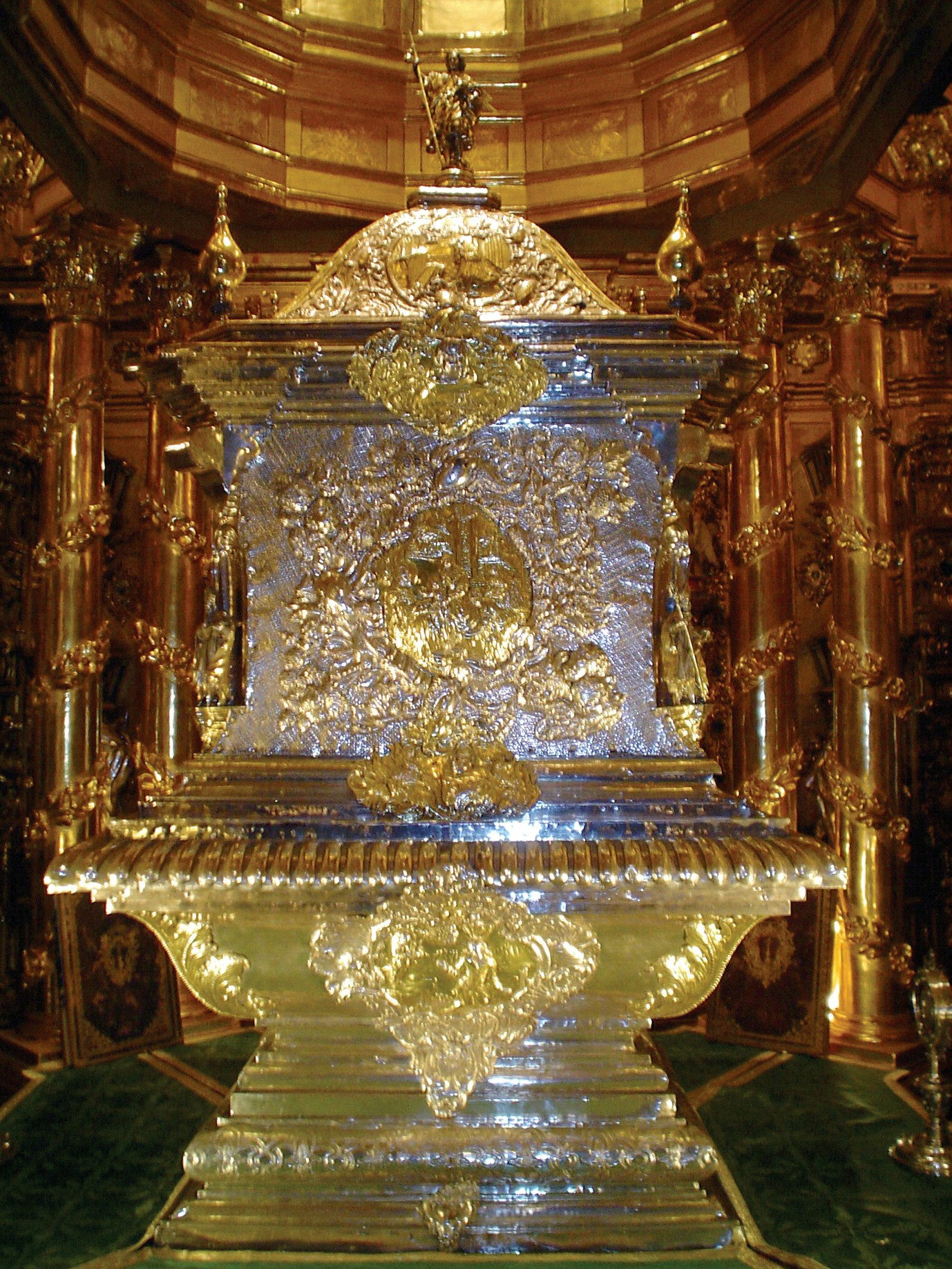
L'urne contenant les reliques de saint Jean de Dieu dans la basilique de Grenade.
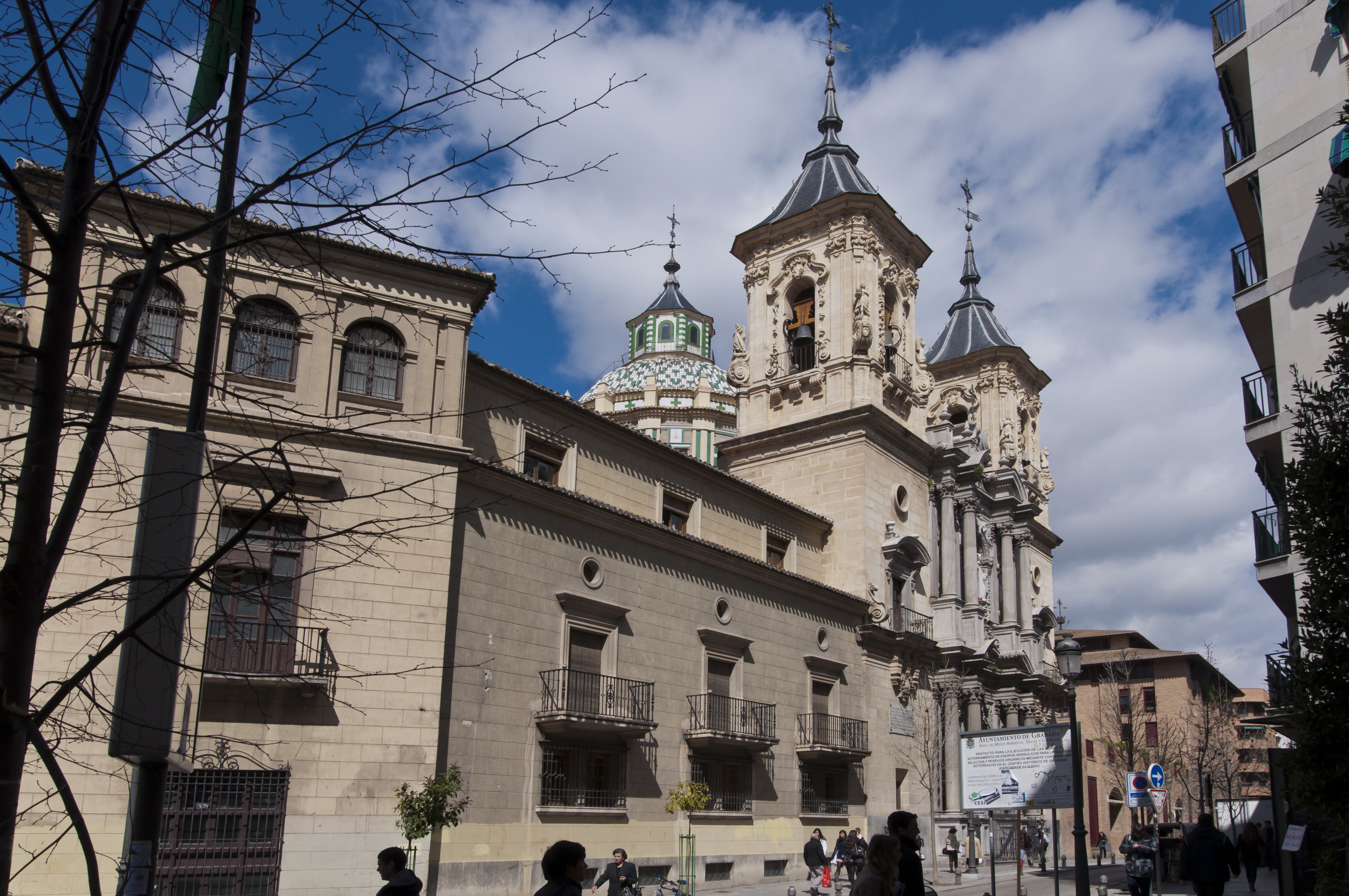
La basilique Saint-Jean-de-Dieu à Grenade.

## Vénération
Au terme de l'enquête canonique sur la sainteté de Jean de Dieu, le pape Urbain VIII le proclame bienheureux le 21 septembre 1630, au cours d'une messe solennelle célébrée dans la Basilique Saint-Pierre.
Après la reconnaissance de 2 miracles attribués à son intercession, Jean de Dieu est proclamé saint le 16 octobre 1690 par le pape Alexandre VIII, au cours d'une messe solennelle célébrée dans la Basilique Saint-Pierre.
En 1886, le pape Léon XIII le proclame patron des malades, des hôpitaux et des ordres hospitaliers. En 1930, le pape Pie XI le nomme patron des infirmiers, infirmières ainsi que des imprimeurs, relieurs et libraires. Les personnes alcooliques sollicitent aussi son aide pour guérir de leur addiction.
Il est commémoré le 8 mars selon le Martyrologe romain.